# Pierre Folle du Plessis
Pour les articles homonymes, voir Pierre Folle.
La Pierre Folle du Plessis est un dolmen situé à Le Bernard, dans le département français de la Vendée.

## Protection
L'édifice est classé au titre des monuments historiques par décret du 6 novembre 1929.

## Description
À l'origine, il s'agissait probablement d'un dolmen à couloir. Le dolmen a été fouillé en 1902 par Marcel Baudouin et Georges Lacouloumère qui le « restaurèrent » pour en faire une allée couverte. Avant restauration, seuls deux orthostates étaient encore en place. Les dalles sont en grès, granite et calcaire. La table de couverture, en grès local, mesure 5,20 m de longueur sur 3,20 m de largeur. Son poids est estimé à environ 20 t. Les vestiges du tumulus furent en partie détruits lors des fouilles de 1902 puis disparurent quasi totalement avec le remembrement de 1969.
Au nord du site, il existait autrefois un menhir constitué d'un bloc de granite de 2,80 m de hauteur qui fut abattu et brisé en deux parties entre 1860 et 1902. Réparé et redressé par Baudouin et Lacouloumère, il fut à nouveau brisé lors du remembrement et les débris jetés sur le dolmen.

## Vestiges archéologiques
Le mobilier découvert se compose de quelques ossements humains, d'éclats de silex, de tessons de céramiques dont un probable fragment daté de l'âge du fer traduisant une réutilisation ultérieure.